# Harry Betmead
Harry Betmead (Grimsby, 11 aprile 1912 – Cleveland, 26 agosto 1984) è stato un calciatore inglese, di ruolo difensore.

## Carriera

### Club
Ha giocato tutta la sua carriera nel Grimsby Town, segnando 10 reti in 296 partite.

### Nazionale
Il 20 maggio 1937 ha giocato una partita con la Nazionale inglese: fu una vittoria per 8-0 contro la Finlandia.

## Palmarès

### Club

#### Competizioni nazionali
- Second Division: 1

Grimsby Town: 1933-1934